# Con Corbeau

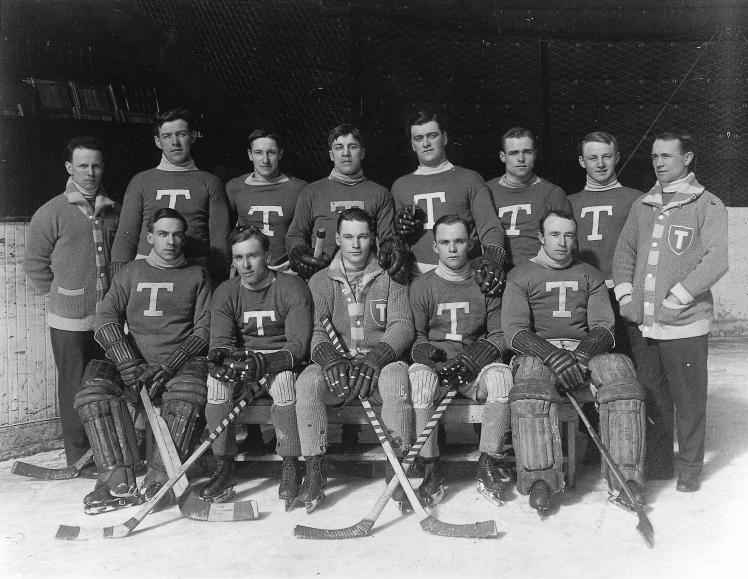
Con Corbeau, tvåa från vänster i översta raden, med Toronto Blueshirts säsongen 1913–14.

Henry John "Con" Corbeau, född 8 maj 1885 i Penetanguishene, Ontario, död 14 juni 1920, var en kanadensisk professionell ishockeyspelare.

## Karriär
Con Corbeau spelade för Victoria Harbour i Ontario Hockey Association 1903–1905 och inledde sin professioella ishockeykarriär säsongen 1905–06 då han anslöt till Pittsburgh Professionals i International Professional Hockey League. Därefter spelade Corbeau även för Calumet Miners, Canadian Soo och Portage Lakes Hockey Club i IPHL och säsongen 1907–08 representerade han Toronto Professionals i Ontario Professional Hockey League för vilka han var med och utmanade Montreal Wanderers om Stanley Cup den 14 mars 1908. Montreal Wanderers gick dock segrande ur den matchen med siffrorna 6-4. Därefter spelade Corbeau för Pittsburgh Athletic Club, Haileybury Comets och Berlin Dutchmen.
Säsongen 1912–13 spelade Corbeau för Toronto Tecumsehs i NHA och säsongen därefter bytte han lag till lokalkonkurrenten Toronto Blueshirts. Med Toronto Blueshirts var Corbeau med och vann Stanley Cup 1914 sedan laget besegrat Montreal Canadiens i ett dubbelmöte med den sammanlagda målskillnaden 6-2. Sin sista säsong som professionell spelade Corbeau för Glace Bay Miners i Eastern Professional Hockey League.
Con Corbeaus yngre bror Bert Corbeau var även han professionell ishockeyspelare och spelade i NHL för Montreal Canadiens, Hamilton Tigers, Toronto St. Patricks och Toronto Maple Leafs.
Con Corbeau dog i juni 1920, 35 år gammal, till följd av problem med hjärtat.